# 시라와키촌
시라와키촌(白脇村)은 시즈오카현의 서부, 후치군·하마나군에 속했던 촌이다. 현재의 하마마쓰시 하마마쓰역 남측 일대에 해당한다.

## 역사
- 1889년 4월 1일 - 정촌제 시행에 의해 후치군 시라와키촌이 성립하였다.
- 1896년 4월 1일 - 군제 시행에 의해 하마나군 시라와키촌이 되었다.
- 1939년 7월 1일 - 하마마쓰시에 편입해, 동일 시라와키촌은 폐지되었다.
- 2007년 4월 1일 - 하마마쓰시가 정령지정도시로 승격해 구촌은 1904년에 편입했던 지역은 나카구에, 잔부는 미나미구가 되었다.
- 2024년 1월 1일 - 하마마쓰시의 행정구 재편에 수반해 구촌 전지역은 주오구가 되었다.

## 교통

### 철도
철도성 도카이도 본선이 촌내에 통과하면 가장 가까운 곳에 하마마쓰역이 위치해 있다.

## 참고문헌
- 『가도카와 일본 지명 대사전 22 静岡県』。